# Acroporium eburense
Acroporium eburense là một loài rêu trong họ Sematophyllaceae. Loài này được Bizot mô tả khoa học đầu tiên năm 1976.